# Ellen Oliver
Ellen Frederica Oliver (Guernsey, 16 de julio de 1870 - 8 de julio de 1921) fue una sufragista británica, activista de la pureza y seguidora de la Panacea Society, que fue la primera persona en reconocer a Mabel Barltrop como una profeta del movimiento.

## Biografía
Nacido el 16 de julio de 1870 en Guernsey, Oliver fue una de los nueve hijos de Samuel Pasfield Oliver, un geógrafo, y su esposa Clara. La educación de Oliver parece haber sido esporádica y no aprendió a leer y escribir hasta los once años. Rica gracias a los ingresos de su familia, viajó cuando era joven a Mauricio (donde nació su madre), Nueva Zelanda y posiblemente Jamaica.
Después del regreso de un viaje, se unió al movimiento sufragista y se convirtió en miembro de la Unión Política y Social de Mujeres. Estuvo activa entre 1912 y 1914, como secretaria voluntaria de la sucursal de Worthing de la Unión Social y Política de las Mujeres (WSPU) durante ese período. Fue encarcelada en Holloway Gaol como resultado de su activismo por el sufragio.
Religiosa, Oliver era miembro de la Liga de la Iglesia para el Sufragio de las Mujeres y creía en el movimiento de la pureza. En 1914 tomó conocimiento de las enseñanzas de Joanna Southcott, encontrándolas a través de un folleto que le entregaron tras una reunión por el sufragio. Oliver comenzó a cartearse con Mabel Barltrop, que había establecido una organización llamada Panacea Society ese mismo año. Se mudó a Bedford para vivir como parte de la comunidad de Panacea.
En el movimiento de Southcott, se entendía que había un linaje de profetas, todos con el nombre de 'Shiloh', que son los hijos espirituales de Southcott. El 14 de febrero de 1919, Oliver declaró que Mabel Barltrop era la novena profeta. Balthrop más tarde la nombró apóstol. La primera casa comunitaria de la Panacea Society estaba en 5 Albany Road, Bedford, cuya compra Oliver cofinanció con otros miembros. Oliver murió el 8 de julio de 1921 a causa de un cáncer. Está enterrada en el cementerio Foster Hill Road, Bedford.